# Diplocarpon rosae
Diplocarpon rosae és una espècie de fong ascomicot de l'ordre dels helotials (Helotiales). Causa la malaltia de la taca negra del roser.
La nomenclatura d'aquest fong ha variat molt, té uns 25 noms diferents, ja que va ser observat i descrit per diverses persones de diferents països dins del mateix període (al voltant de l'any 1830). L'estadi asexual (anamorf) es coneix actualment com a Marssonina rosae, mentre que el sexual (teleomorf), l'estadi més comú, duu el nom de Diplocarpon rosae.
Diplocarpon rosae es manté entre les temporades de reproducció en forma de miceli, ascòspores i conidis en fulles i tiges infectades. Durant la primavera, quan el temps és humit les ascòspores i conidis passen a l'aire i són dipositades per la pluja damunt de les noves fulles que estan brotant.

## Diagnòstic
Les taques negres són circulars amb les vores irregulars i poden arribar fins a 14 mm de diàmetre. Però en aquelles plantes molt afectades per la malaltia, no es poden apreciar aquests cercles, ja que es combinen formant una massa contínua negra. El tractament més comú és l'eliminació de les fulles afectades i l'aplicació de fungicides. En alguns casos les tiges de les roses també es poden veure afectades si no es tracta la planta i aleshores el roser va afeblint-se progressivament.

## Tractament
El tractament consisteix a eliminar les fulles infectades tant de la planta com les caigudes a terra, cosa que alenteix la infecció, així com evitar mullar les fulles mentre es rega. Encara que normalment no és allò més desitjable, una planta infectada pot treure's de l'àrea per evitar que infecti les altres. Per a controlar la malaltia s'utilitzen fungicides (mancozeb, clorotalonil, flutriafol, penconazol o un producte a base de coure) tan bon punt apareixen taques o quan broten les noves fulles. Si es desitja usar un producte més natural, es pot fer servir oli de nim diluït que és efectiu contra la taca negra i els àfids. Normalment cal repetir la seva aplicació cada set a deu dies durant la part més calorosa de la temporada de creixement, ja el fong és més actiu a temperatures entre els 24 i els 32 °C.